# 애슬론 또봇
《애슬론 또봇》(영어: Tobot Athlon, 중국어: 機器戰士 極速對決)은 2014년부터 2016년까지 대교어린이TV에서 방송한 애니메이션으로, 변신자동차 또봇의 스핀오프이다.

## 등장인물

### 백해일
로봇 레이스에 참가한다.

### 강풍
로봇 피구에 참가한다.

### 차노을
서바이벌 로봇 레이스에 참가한다.

## 악당

### 모팍
애슬론 1기에 등장하는 최종보스이다. 애슬론 1기에 등장한 악당으로써 백해일이 물리친다.

### 히어로(포드 머스탱6세대(2014년~2018년))
모팍의 레이스카로써 해일의 애슬론보다 실력이 좋고,1등을 놓치지는 않는다.

### 도긴&개긴
쌍둥이 악당이다. 변신자동차 또봇의 옥디룩과 같은 포지션이다. 

### 룰라바이
애슬론 2기에 등장하는 최종보스이다. 특기는 자장가.

### 카이저 융
애슬론 3기에 등장하는 최종보스이다. 애슬론 3기에 등장한 악당으로써,변신 리무진을 조종하고,차노을이 물리친다.

### 에블리앙
애슬론 3기에 등장하는 카이저 융의 집사이다.

## 또봇

### 또봇 마하 W (자체 디자인)
오공이 업그레이드 시킨 W이다.
아이스 그리네이드
얼음으로 형성한 유탄을 발사하는 기술이다.
아이스 스톰
가슴에 달린 팬을 변형시켜 얼음 폭풍을 발사하는 기술이다.
아이스 게일
터빈에서 얼음 폭풍을 뿜어내 빠르게 날아간다.

### 애슬론 알파(자체 디자인)
백해일의 첫번째 또봇으로써 최상 스피드 로봇이다 깔끔을 떤다

### 애슬론 베타(기아 K5(2세대(2015년~2019년)))
백해일의 두번째 또봇으로써 불꽃전차 로봇이다. 랩을 하며 말을 한다
기술설명
불꽃바퀴

### 애슬론 세타(자체 디자인)
백해일의 세번째 또봇으로써 만능해결사 또봇이다.
기술설명
거품공격,버블스피어

### 애슬론 토네이도(자체 디자인)
강풍의 첫번째 또봇으로써 반갑다시마라고 말하는 경찰차 또봇이다.
기술설명
래킹 스트라이크

### 애슬론 발칸(자체 디자인)
강풍의 두번째 또봇으로써 진지한 소방관이고,소방차 또봇이다.
기술설명
아쿠아 캐논1,2

### 애슬론 록키(자체 디자인)
강풍의 세번째 또봇으로써 포클레인 또봇이다.
기술설명
포클레인 셔블

### 애슬론 챔피언
알파,베타,세타가 합체하는 또봇이다.
기술설명
승리 슛 승리 파 승리 펀치

### 애슬론 마그마식스
챔피언,토네이도,발칸,록키가 합체하는 또봇이다.
기술설명
볼캐닉 스트라이크,볼캐닉 대시

### 애슬론 장고(기아 니로(1세대(2016년~2022년)) (2013년프랑크푸르트 국제 모터쇼에서 출전된 컨셉카 "기아 니로"의 시판화))
노을의 첫번째 또봇으로써 황야의 카우보이다. 그리고 말끝에 마지막에 구구단을 외운다.
기술설명
에이스 매그넘

### 애슬론 앰뷸런(자체 디자인)
노을의 두번째 또봇으로써 산악구조단이다.말끝에 마지막에 영어를 외운다.
기술설명
레스큐 스톰

## 목소리 출연
- 알파:문태유
- 베타:정재준
- 세타:하룡이
- 백해일:최빛나라
- 백대일:김은결
- 주고운:정인지
- 백원만:조환준
- 수리:김신영
- 춘배:박영수
- 배게/발칸/퍼기:김동욱
- 오공:함원진
- 온달:고민정
- 또봇 W:안현식
- 모팍:겸
- 도긴:하남우
- 개긴,전신주:권세봉
- 총감독/고압선/나이스조:김영웅
- 룰라바이: 신정희
- 해설자: 백봉기
- 캐스터/오노노:이해얼
- 모팍인간:이주연,임은경,박지연
- 해일 친구1,2:김영선
- 강풍,미니쭈: 강한별
- 토네이도/마그마식스:이현
- 록키:김수민
- 챔피언/국화:고현경
- 룰라바이:신정희
- 나올래:세령
- 차노을;김유은
- 장고,캐스터:신경선
- 앰뷸런;김수민
- 메트론:안효민
- 차차웅:이기호
- 김세영/오푸른;한이연
- 남목새/한곁:임은경
- 송회장:조아라
- 진익수:설재근
- 카이저융;하룡이
- 애블리앙:전재형
- 캠보:박지연
- 교장:정인지
- 번개탄;서범강
- 목새친구1/아이4;이지원
- 목새친구2:박희원
- 아이1:최수원
- 아이2;박희연
- 아이3:박영선
- 구급대원/경찰/보안요원1/시민2:전민재
- 옆구리/보안요원2/시민1;윤창욱

(변신자동차 또봇과 애슬론 또봇은 일반인 성우가 참여하였다.)

## 줄거리

### 애슬론 1기(방영일: 2011년 12월3)
로봇 레이스에 참가하는 해일과 애슬론은 모팍을 존경하고 같이 우승을 꿈꿨으나 모팍이 승리를 위해 비열한 짓을 한다는 것을 알아챈 해일은 정의를 위해 애슬론과 함께 정정당당하게 이길 것을 다짐한다.

### 애슬론 2기(방영일: 2012년 7월22)
로봇 피구경기에서 우승 후보팀들이 괴한에게 공격 받는일들이 생기자 해일은 로봇 레이스의 사건과 연관성을 의심하는 수리와 함께 조사를 위해 2번째 전사 강풍이 이끄는 태풍팀의 파일럿과 메니저로 합류한다.

### 애슬론 3기(방영일: 2013년 5월25)
자칭 능력자라고 외치며 늘 덤벙 대기만 하던 노을아빠의 비밀과 스승 나이스 조의 아픔을 알게 되면서 로봇 서바이벌 레이싱 대회를 우승해야 하는 진정한 이유를 깨닫게 되고 전년도 우승자 카이저 융의 반칙과 음모에 맞선다.